# 中央スロベニア地方
中央スロベニア地方(スロベニア語: Osrednjeslovenska statistična regija)は、スロベニアで統計上用いられる地方区画 (Statistical regions of Slovenia) のひとつ。首都リュブリャナを中心とする地域である。

## 統計上の特徴
人口密度・人口共に最大の地方である。面積は2番目に大きい。
経済的に最も発展した地方で、2012年には中央サヴァ地方の27倍のGDPを生産し、国全体の1/3に達した。また、1万人当たり98社の新しい会社が誕生した。これは沿岸カルスト地方の113社に次いで大きい。また、新しい会社が5年間生存する確率も55%と最高の地方の1つである。労働移民指標は126.0であり、とても労働者志向であると言える。昼間人口がとても多い。2013年の賃金は全国平均が997ユーロに対して、この地方は90ユーロ以上高く、国内最高である。
高等教育も充実している。

## 自治体
26の自治体を含む。

その内人口が2012年に1万人以上だった自治体は次の10市。
- リュブリャナ：28.03万人
- ドムジャレ：3.43万人
- カムニーク：2.92万人
- グロースプリェ：1.96万人
- ブルフニカ：1.65万人
- イヴァンチュナ・ゴリツァ：1.58万人
- メドヴォデ：1.57万人
- リティヤ：1.49万人
- ロガテツ：1.36万人
- ブレゾヴィツァ：1.15万人

## 経済
- 第一次産業：2.2%
- 第二次産業：28.1%
- 第三次産業：69.7%

## 観光
外国からの観光客の90.7%がリュブリャナを訪れる。

## 交通
- 高速道路:169km
- その他の道路:3540km